# Scanners
Scanners is een Canadese horrorfilm uit 1981 van regisseur David Cronenberg. De film draait om een groep mensen die met behulp van telepathische en telekinetische krachten onder meer in staat zijn iemands hoofd te laten ontploffen.
De hoofdrollen in Scanners worden gespeeld door Michael Ironside, Jennifer O'Neill, Stephen Lack en Patrick McGoohan.

## Synopsis
"Scanners" zijn personen die door telepathie (of beter gezegd 'door het verbinden van twee door ruimte gescheiden neurale stelsels') in staat zijn om bloedneuzen te veroorzaken of lichaamsdelen te laten verkolen of ontploffen. Darryl Revok, een scanner, is leider van een geheime beweging en wil de mensheid vernietigen. Dokter Ruth is medewerker van een bedrijf dat scanners uitschakelt, en heeft Cameron Vale ontvoerd in de hoop hem over te halen om de geheime organisatie binnen te dringen.

## Rolverdeling
| Acteur              | Personage       |
| ------------------- | --------------- |
| Michael Ironside    | Darryl Revok    |
| Jennifer O'Neill    | Kim Obrist      |
| Stephen Lack        | Cameron Vale    |
| Patrick McGoohan    | Dr. Paul Ruth   |
| Lawrence Dane       | Braedon Keller  |
| Robert A. Silverman | Benjamin Pierce |

## Vervolgen
- Scanners II: The New Order (1991)
- Scanners III: The Takeover (1992)

### Spin-offs
- Scanner Cop (1994)
- Scanners: The Showdown (1995)